# أفغان الولايات المتحدة
أفغان الولايات المتحدة أو الأفغان الأمريكيون يشير المصطلح إلى مواطني الولايات المتحدة من أصل أفغاني أو الأمريكيين الذين قدموا من أفغانستان. وتقدر اعدادهم بنحو 300,000 تقريبا.